# La Meije
La Meije ist ein 3983 Meter hoher Berg im Pelvoux in den Dauphiné-Alpen, die zu den französischen Westalpen zählen. Im Norden und Osten von großen Gletschern umlagert, zeigt der Berg vom Süden mit seiner sich 800 m über den Etançongletscher erhebenden Granitwand eine eher felsige Gestalt. Obwohl die Meije die 4000-Meter-Marke knapp verfehlt und von der benachbarten Barre des Écrins deutlich überragt wird, dürfte sie nach dem Mont Blanc der bekannteste Berg Frankreichs sein.
Der Name des Berges leitet sich ab vom provenzalischen Meidjo oder Meidjour (= Mittag). Von der Bedeutung her ist die Meije also nichts anderes als eine weitere Aiguille du Midi.

## Gipfel
- Gipfel des Zentralkamms
  - Grand Pic de la Meije oder Pic Occidentale, 3983 m
  - Pic Central oder Doigt de Dieu, 3970 m
  - Pic Oriental, 3891 m
  - Pic du Glacier Carré, 3862 m
  - Le Grand Doigt, 3764 m
- Nördlich vorgelagerte Gipfel
  - Bec de l’Homme, 3454 m
  - Rocher de l’Aigle, 3450 m
  - Serret du Savon, 3571 m

Vom Massif des Râteau im Westen ist die Meije durch die Brèche de la Meije, vom Pic Gaspard im Südosten durch die Brèche Maximin Gaspard getrennt.

## Alpinistisches
Die Meije gilt als einer der schwierigsten Hochgipfel der Alpen. Die Schwierigkeiten ihrer Besteigung übertreffen auch die der Aiguille Verte, die als einer der anspruchsvollsten Viertausender der Alpen angesehen wird. Die Meije weist eine aufregende Ersteigungsgeschichte auf, in deren Verlauf der Grand Pic nach etlichen gescheiterten Anläufen am 16. August 1877 durch Emmanuel Boileau de Castelnau mit den Führern Pierre Gaspard und dessen gleichnamigen Sohn erstiegen wurde. Die erfolgreiche Seilschaft erkletterte den Promontoire-Grat links der Südwand zum Glacier le Carré, im weiteren Verlauf die Südwestwand des Grand Pic und erreichte den Gipfel, indem sie auf den letzten Metern auf die Nordwand hinüber wechselte. Damit war die Meije einer der wenigen französischen Hochgipfel, die von einheimischen Führern zuerst bestiegen wurden.
Der mit 3970 m nur wenige Meter niedrigere Pic Central wurde am 28. Juni 1870 von W. A. B. Coolidge, seiner Tante Meta Brevoort, Ch. Gertsch sowie Christian und Ulrich Almer zuerst bestiegen.
Einen weiteren alpinistischen Meilenstein an der Meije setzte Ludwig Purtscheller mit den Brüdern Emil und Otto Zsigmondy. Am 27. Juli 1885 führten sie die erste Längsüberschreitung des Gipfelgrats vom Pic Central zum Grand Pic aus. Wenige Tage später, am 6. August 1885, stürzte Dr. Emil Zsigmondy beim Versuch einer Durchsteigung der Meije-Südwand in den Tod. Das Grab dieses bekannten österreichischen Bergsteigers kann auf dem Friedhof von Saint-Christophe-en-Oisans an der Zufahrtsstraße nach La Bérarde, dem Alpinistenzentrum auf der Südseite der Meije, besucht werden. Auch dem Münchener Bergsteiger Emil Solleder, der als einer der besten Kletterer seiner Zeit gilt, wurde die Meije zum Verhängnis. Am 27. Juli 1931 stürzte er bei einer Überschreitung des Gipfelgrats 600 Meter über die Südwand in den Tod, als ein Abseilblock der Belastung nicht standhielt und ausbrach.
Die Südwand wurde erstmals 1912 von den Südtirolern Angelo Dibona und Luigi Rizzi zusammen mit den beiden Wienern Guido und Max Mayer durchstiegen.
Der Skiort La Grave auf der Nord- und La Bérarde auf der Südseite der Meije sind für Bergsteiger und Touristen nah gelegene Stützpunkte.

## Galerie

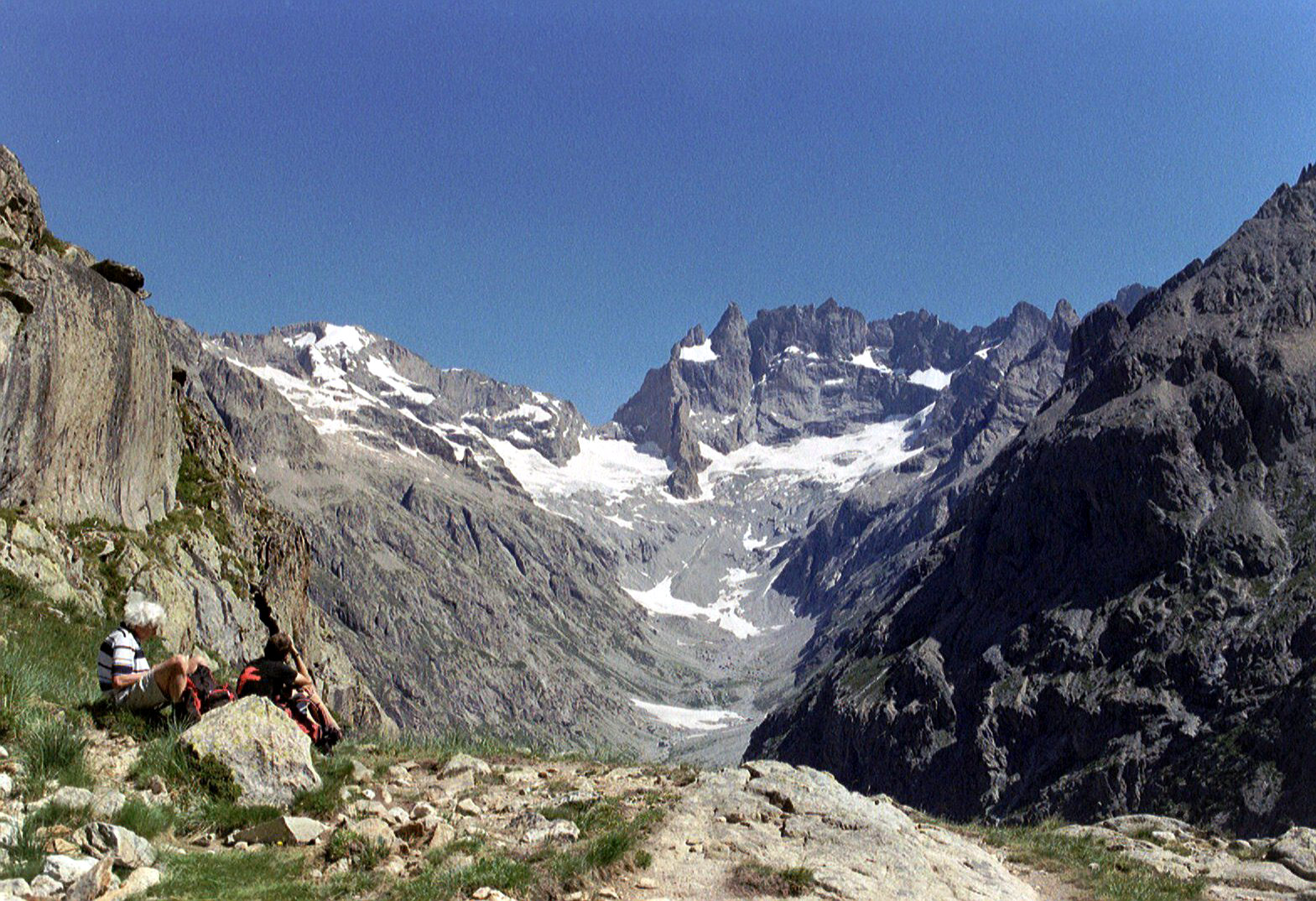
Meije-Südwand (rechts) und Râteau (links).
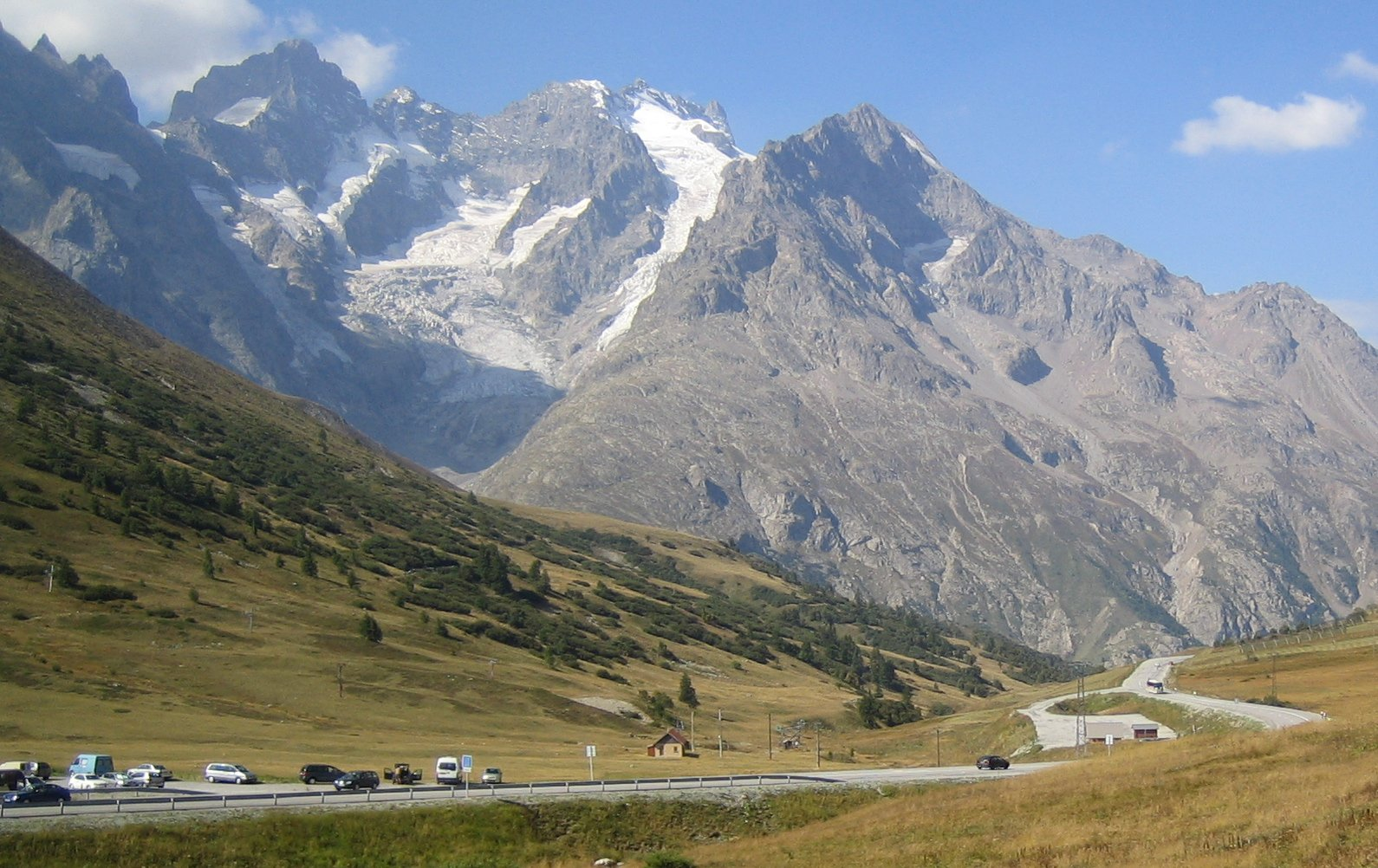
Die Meije vom Col du Lautaret